# Бельское (Тверская область)
Бельское — деревня в Весьегонском муниципальном округе Тверской области.

## География
Деревня находится в северо-восточной части Тверской области на расстоянии приблизительно 18 километров на юг по прямой от районного центра города Весьегонск.

## История
Возникла в 1630-40-х годах на месте одноимённой пустоши. Дворов 24(1859), 31 (1889), 49 (1931), 40 (1963), 19 (1993), 10 (2008),. До 2019 года входила в состав Чамеровского сельского поселения до упразднения последнего.

## Население
Численность населения: 116(1859), 151(1889), 193 (1931), 94 (1963), 38 (1993),, 24 (96 % русские) 2002 году, 18 в 2010.